# Kobane
Kobane (en kurdo: Kobanî o Kobanê) o Ayn al-Arab (en árabe: عين العرب ʿAyn al-ʿArab‎, que significa ojo de los árabes)  es una ciudad en la gobernación de Alepo, en el norte de Siria. Cuenta con una población de 62.634 habitantes, según el censo de 2010. Es habitada mayoritariamente por kurdos (89%) y también por árabes (5%), turcos (5%) y armenios (1%).

## Historia
El poblado surgió alrededor de la estación de tren construida en 1912 por la empresa alemana Koban Railway Company para el Ferrocarril de Bagdad, en torno a la cual los kurdos de las zonas cercanas fueron construyendo viviendas. En 1915, refugiados armenios que huían del genocidio en Turquía se establecieron al lado de la estación. Después de la demarcación de la frontera con Turquía en 1921, una parte del poblado quedó en el otro lado de la frontera, hoy incorporado en el distrito turco de Suruç, como Mürşitpınar. La infraestructura de la ciudad fue planeada y construida durante el mandato francés de Siria y una serie de edificios franceses se mantienen en pie y son utilizados hasta hoy en día. A mediados del siglo XX, había tres iglesias armenias en la ciudad, pero la mayoría de la población armenia emigró a la República Socialista Soviética de Armenia en la década de 1960.

### Guerra civil siria
Las Unidades de Protección Popular (Yekîneyên Parastina Gel YPG) kurdas tomaron Kobane el 19 de julio de 2012. Las YPG y los políticos kurdos esperan obtener una autonomía para la zona, que consideran parte del Kurdistán sirio. El 2 de julio de 2014, la ciudad y pueblos de los alrededores fueron objeto de un ataque masivo del Estado Islámico de Irak y el Levante (EIIL). El 16 de septiembre de 2014 el EIIL reanudó el asedio de Kobane, con un asalto a escala completa desde el oeste y sur de la ciudad. Cerca de cien mil kurdos sirios se refugiaron al otro lado de la frontera.
El día 6 de octubre de 2014 las tropas del EIIL ingresaron en la parte este de la ciudad.
El 29 de octubre alrededor de 200 combatientes llegaron a la ciudad, para ayudar a defender el lugar del asedio del Estado Islámico. Los refuerzos pertenecen al Ejército Libre Sirio, hasta mediados de 2013 aliado del EIIL contra el gobierno de Siria. Otro grupo de combatientes, milicianos peshmergas kurdos procedentes de Irak, fue enviado a Kobane. De los 130 combatientes kurdos, la mitad viajó en avión al sureste de Turquía y luego partió hacia la frontera en un convoy que fue escoltado por fuerzas militares turcas. El resto se desplazó en una caravana por el norte de Irak llevando piezas de artillería.
Paralelamente, más de 200,000 refugiados Sirios se fueron desplazado a suelo turco. Sin embargo, las fuerzas de seguridad turcas no permitieron que integrantes de las Unidades de Protección Popular(YPG) y otros voluntarios cruzaran desde Turquía a Kobane, utilizando para impedirlo gas lacrimógeno y cañones de agua. Numerosas protestas se organizaron en diferentes ciudades turcas debido a la falta de apoyo del gobierno turco hacia la población kurda. Las autoridades turcas respondieron a las protestas utilizando gas lacrimógeno y cañones de agua. Durante estas protestas las fuerzas de seguridad turcas mataron a 12 manifestantes. Y acabaron con la vida de 31 personas más en los disturbios posteriores. El Presidente Erdogan declaró que no contemplaba participar en las operaciones contra el EIIL en Siria, si éstas no se dirigían también contra el régimen de Assad.
Durante el 1 de noviembre se celebró el día mundial de movilizaciones ciudadanas, en solidaridad con la población kurda de Kobane. 5,000 personas se manifestaron en la ciudad turca de Suruç, a 10 km de Kobane. Como mínimo 15000 personas se manifestaron en la Diyarbakir, principal ciudad kurda en Turquía y varios miles también en Estambul, sin que se registraran incidentes.
El 7 de noviembre se informó de que una mujer kurda de 28 años, Kader Ortakaya, fue disparada en la cabeza por soldados turcos, en el lado turco de la frontera con Kobane. Se informó que participaba en una manifestación pacífica para que Turquía permitiese el paso desde Turquía, de los voluntarios y voluntarias con intención de unirse a la lucha contra el EIIL en Kobanê.

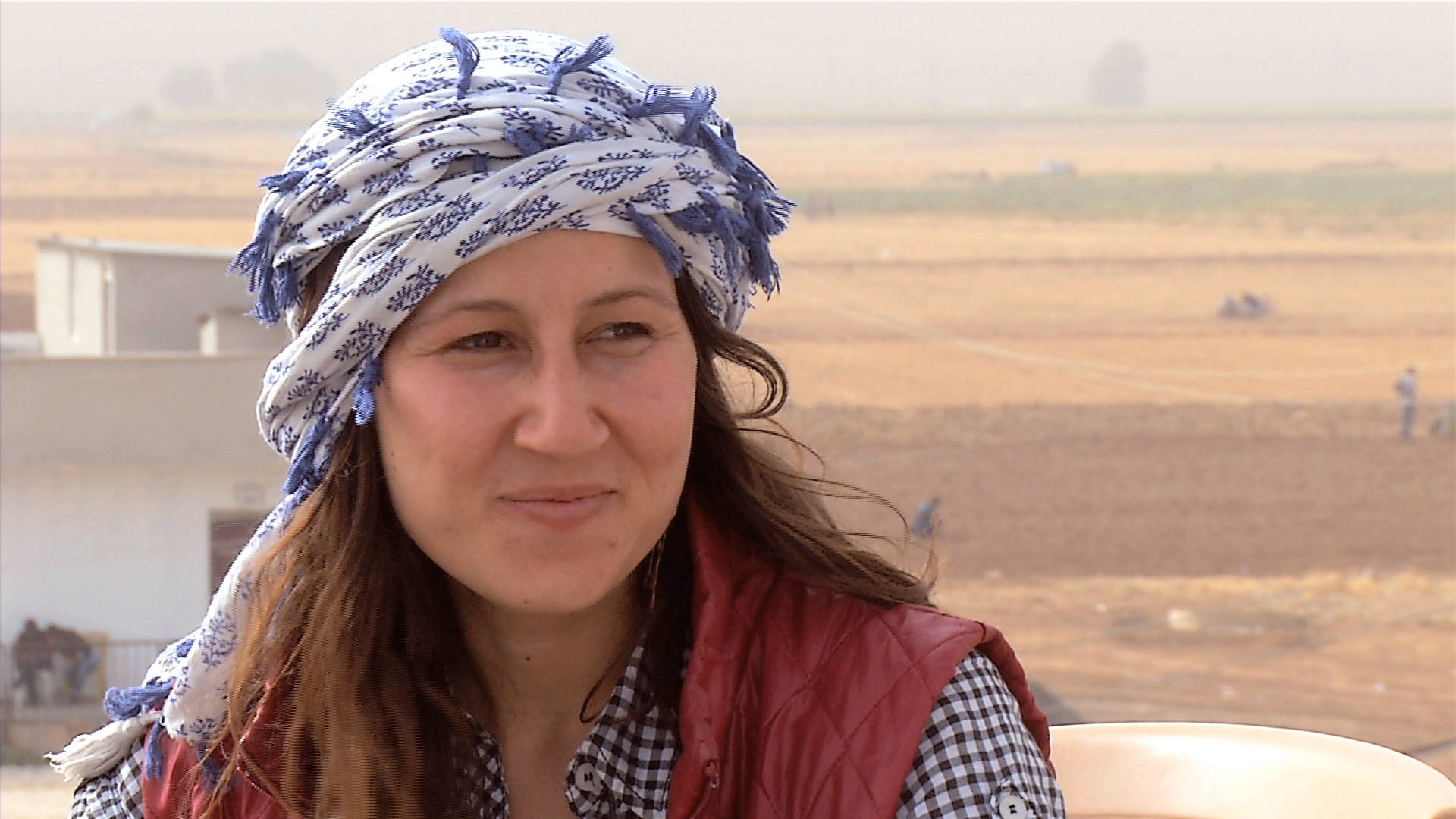
Kader Ortakaya

Durante febrero de 2015, el ejército kurdo recuperó totalmente la ciudad, intentando dar vuelta a la normalidad tras los graves destrozos (el 80% de la ciudad está destruida). Se informó que miles de personas refugiadas habían vuelto a la ciudad, y que las tropas habían recuperado otras 300 localidades cercanas a Kobane.

### Masacre de Kobane
La masacre de Kobane fue una combinación de misiones suicidas y ataques a civiles kurdos por el Estado Islámico de Irak y el Levante en la ciudad kurda de Kobani que sucedió, a partir del jueves, 25 de junio y terminó el viernes 26 de junio de 2015. Los ataques provocaron 223-233 civiles muertos, así como 35-37 milicianos kurdos y al menos 79 asaltantes EIIL. Fue la segunda mayor masacre cometida por EIIL ya que declaró un califato en junio de 2014.